# 1553
1553 је била проста година.

## Догађаји

### Јул
- 10. јул — Четири дана након смрти њеног рођака, енглеског краља Едварда VI, леди Џејн Греј је проглашена краљицом Енглеске.
- 19. јул — Енглески парламент проглашава Мери I законитом краљицом; леди Џејн Греј добровољно абдицира.